# Stjepan Filipović

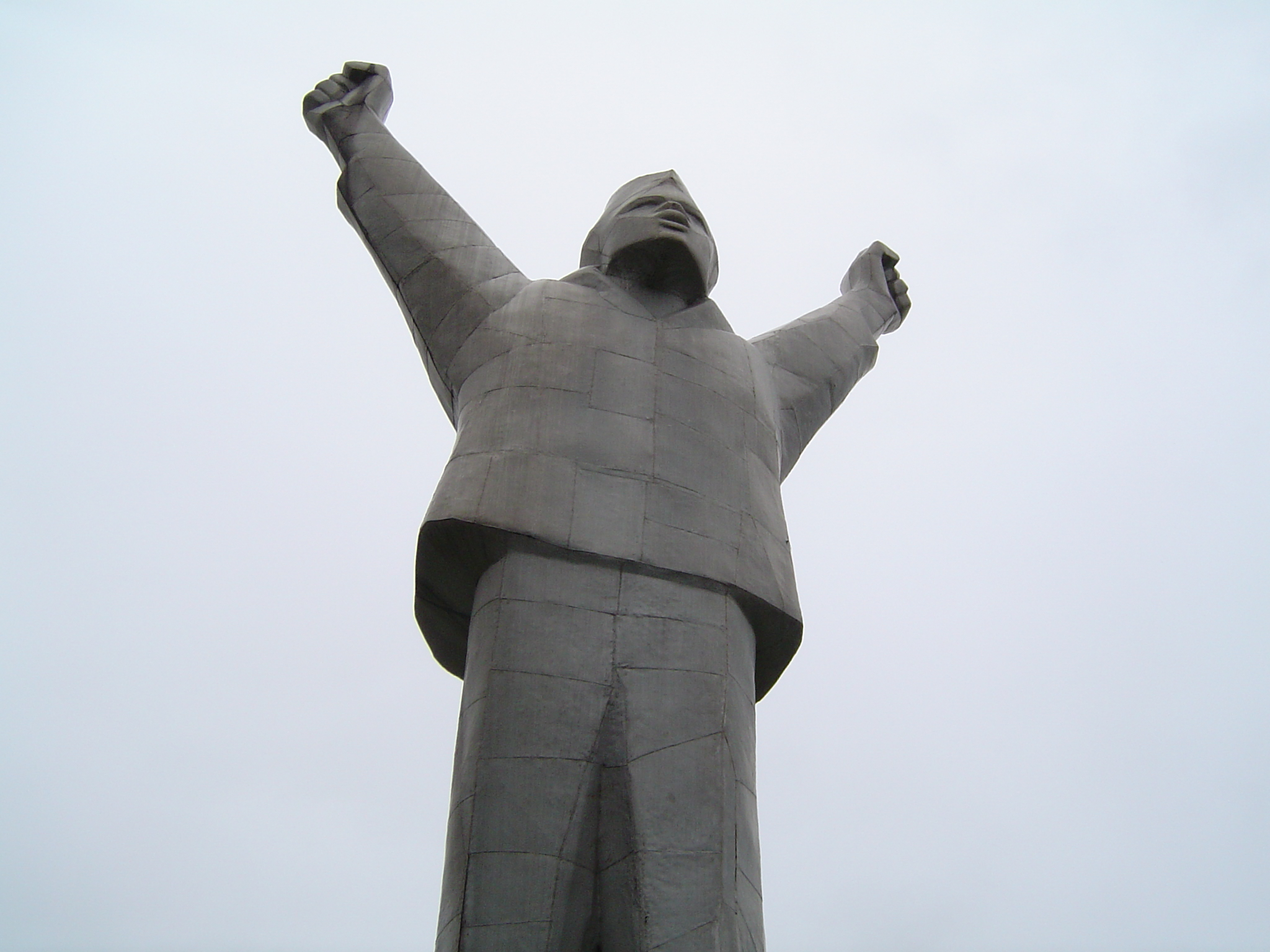
Tượng đài Stjepan Filipović tại Valjevo.

Stjepan "Stevo" Filipović (tiếng Croatia: Stjepan "Stevo" Filipović, tiếng Serbia: Стјепан "Стево" Филиповић, 27 tháng 1 năm 1916 – 22 tháng 5 năm 1942) là một chiến sĩ du kích Nam Tư người Croatia. Ông là người đã hô lớn câu khẩu hiệu "Cái chết cho phát xít, tự do cho nhân dân !" ngay trước lúc bị hành hình vào ngày 22 tháng 5 năm 1942, và được xem là anh hùng dân tộc của Nam Tư.
Filipović sinh ngày 27 tháng 1 năm 1916 tại Opuzen thuộc Đế quốc Áo-Hung (nay là hạt Dubrovnik-Neretva thuộc Croatia). Trước Thế chiến thứ hai, ông sống tại Mostar (nay thuộc Bosnia và Hercegovina) và Kragujevac (nay thuộc Serbia), lúc đó cả hai khu vực này đều thuộc chủ quyền của Vương quốc Nam Tư. Ông tham gia phong trào công nhân vào năm 1937, bị bắt vào năm 1939 và bị kết án tù giam một năm. Năm 1940 ông gia nhập Đảng Cộng sản Nam Tư.
Khi phát xít Đức xâm lược Nam Tư, Filipović là chỉ huy của đội du kích Tamnavsko-Kolubarski ở Valjevo vào năm 1941. Ông bị quân địch bắt vào ngày 24 tháng 2 năm 1942 và sau đó bị xử treo cổ vào ngày 22 tháng 5 tại Valjevo. Khi sợi dây thừng vừa được quấn quanh cổ, Filipović đã giương thẳng hai nắm đấm tay lên cao, lớn tiếng tố cáo chế độ Đức Quốc xã và các đồng minh phe Trục của nó là những tên giết người, sau đó đã hô vang khẩu hiệu nổi tiếng "Cái chết cho phát xít, tự do cho nhân dân !" (Smrt fašizmu, sloboda narodu!). Ông cũng kêu gọi nhân dân Nam Tư tiếp tục cuộc chiến đấu chống quân xâm lược và đừng bao giờ ngừng chống cự. Khoảnh khắc đó đã được chụp lại bằng máy ảnh và trở thành nguyên mẫu cho tượng đài Stjepan Filipović tại Valjevo.
Ngày 14 tháng 12 năm 1949, Stjepan Filipović được phong danh hiệu Anh hùng Dân tộc Nam Tư. Một tượng đài tại thành phố Valjevo, nơi ông bị xử tử, được dựng nên để tưởng niệm ông. Một tượng đài khác cũng được dựng lên tại quê hương ông (Opuzen) vào năm 1968, nhưng nó đã bị phá hủy vào năm 1991. Hiện nay Bộ Văn hóa Croatia đang có kế hoạch phục dựng lại tượng đài này.